# Catherine David
Catherine David (Parigi, 19 settembre 1954) è una critica d'arte e scrittrice francese.

## Biografia
Nata a Parigi nel 1954, si laurea nel 1980 alla Sorbona. Lavora presso il Centro Pompidou di Parigi tra il 1981 al 1989 e in seguito tiene corsi di arte contemporanea presso l'École du Louvre. Dal 1990 al 1993 insegna arte primitiva, storia del cubismo, antropologia ed estetica presso il dipartimento di etnologia dell'Università Paris X: Nanterre.
Alla metà degli anni novanta è direttrice artistica della X edizione della mostra "Documenta" di Kassel.
Ha curato mostre degli artisti Jean Pierre Bertrand, Reinhard Mucha, Anselm Kiefer, Jörg Immendorff, Sigmar Polke, Stan Douglas, Gerhard Richter, Martin Disler, Marcel Broodthaers, Georg Baselitz, Mimmo Paladino, Gian Ruggero Manzoni, Lazlo Moholy Nagy, Alberto Burri, Lothar Baumgarten e mostre antologico-collettive, tra le quali "L'Epoque, la moda, la morale, la passione" (1987); "Lusitania. Aspetti dell'Arte Contemporanea Portoghese" (1989); "Film dalla periferia: il cinema underground brasiliano degli anni sessanta e settanta. (1991); "Disordini" (1992); "Gordon Matta-Clark e la sua scuola: film e video" (1995).
Dal 2006 vive e lavora a Rotterdam, nei Paesi Bassi.